# Congrés Nacional Druk
El Congrés Nacional Druk (anglès: Druk National Congress, abreujat DNC) és un partit polític nepalès, format principalment per emigrants bhutanesos.
Socialista democràtic d'ideologia, va ser fundat el 16 de juny del 1994 per Rongthong Kunley Dorji a Katmandú, la capital del Nepal. Una setmana més tard, Dorji va anunciar formalment la creació de l'organització política, que pretenia promoure reformes al Bhutan. En concret, tenia com a objectiu el reconeixement i la protecció estatal de la Declaració Universal dels Drets Humans. Per tot això, formava part del Front Unit per a la Democràcia al Bhutan juntament amb el Front d'Alliberament Nacional Gurkha.
Amb seu a Katmandú, la formació tenia 32 membres actius al Nepal i 977 membres registrats al Bhutan. Va operar amb normalitat al Bhutan fins al 1995, quan se'n van començar a limitar les actuacions. En ser il·legalitzat el 1997, el líder, Rongthong Kunley Dorji, va ser arrestat a l'Índia, però els tribunals en van impedir l'extradició. Arran d'això, el DNC va assegurar que el govern bhutanès denegava als partits independents les circumstàncies adients per a obrar degudament. El 1999, a l'exili, va liderar un aixecament polític prodemocràcia al Bhutan oriental. Amb la introducció de la democràcia al país el 2008, l'activitat d'aquests grups va perdre el sentit que tenien inicialment, si bé el DNC considera que les llibertats polítiques i civils encara hi són insuficients.
Rongthong Kunley Dorji va ser cap del partit des del 1994 fins al 2011, substituït després de mort per Thinley Penjore, tot i que el 2001 hi havia hagut un conflicte intern per la presència de partidaris de Chheku Dukpa. Més endavant, el 2017, Gedun Choephel va ser elegit unànimement president com a successor de Kesang Lhendup.
En la celebració del 21è aniversari de l'organització, van fer un minut de silenci per les víctimes del terratrèmol del Nepal del 2015, van demanar amnistia per a tots els presos polítics al Bhutan i la consolidació dels avenços democràtics.